# Mrtvý rybník
Mrtvý rybník (někdy též Černý) je rybník v Božídarském rašeliništi na horním toku Bystřice v Krušných horách mezi Hřebečnou a Božídarským Špičákem. Jeho voda je rašelinou zbarvena až téměř do černa. Svůj název dostal podle toho, že v něm na první pohled nežijí žádní živočichové. Rybník vznikl v 16. století pro potřeby okolních dolů.

## Pobřeží
Většina pobřeží je zarostlá hustou vegetací a volně přechází do okolních rašelinišť. Hráz rybníka vede po jeho jihozápadní straně; vede po ní červená turistická značka a cyklostezka z Hřebečné do Božího Daru.